# McAbee Fossil Beds

McAbee Fossil Beds est un lieu situé à l'est de Cache Creek dans le district régional de Thompson-Nicola en Colombie-Britannique, réputé pour ses fossiles de l'époque Éocène.
Le site paléontologique a été labellisé patrimonial provincial par la Colombie-Britannique le 19 juillet 2012.
Le site fait partie d'un ancien lit de lacs qui s'est constitué il y a environ 52 millions d'années. Il est reconnu à l'échelle internationale pour la diversité des fossiles de plantes, d'insectes et de poissons qui s'y trouvent. Le lit de fossiles de Lagerstätte, dans le lac de sédiments de l'Éocene, également connu pour leurs fossiles bien conservés de plantes, d'insectes et de poissons, se trouve dans le parc provincial de Driftwood Canyon près de Smithers, dans le nord de la Colombie-Britannique, sur la rivière Horsefly, près de Quesnel, dans le centre de la Colombie-Britannique et au centre d'interprétation de Stonerose, dans l'état de Washington, aux États-Unis. 

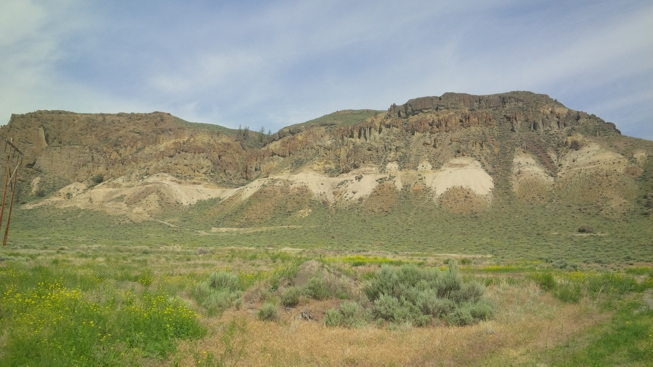
Vue du site à partir de l'autoroute.

Les poissons d'eau douce de l'Éocène moyen de Colombie-Britannique, les fossiles littoraux de Princeton Chert dans le sud de la Colombie-Britannique datent également de l'Éocène, mais conservent surtout une communauté de plantes aquatiques. Les premiers sites fossiles de l'Éocène en Colombie-Britannique, nous renseignent sur l'histoire de la recherche paléobotanique à McAbee, le Chert de Princeton, le Canyon de Driftwood et les sites fossiles liés à l'Éocène, tels que  Stonerose Interpretive Center.

## Paléontologie

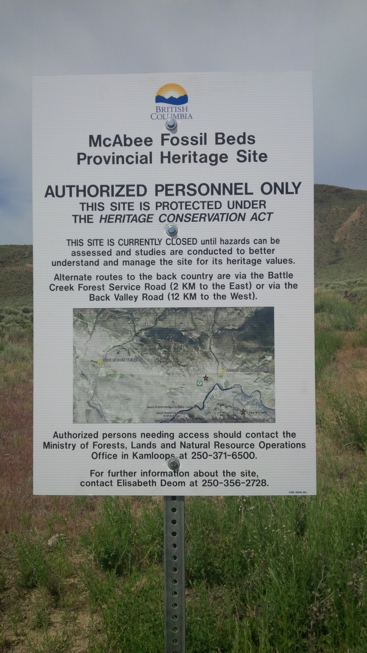
Panneau à l'entrée du site.

Des plantes fossiles de la même région que les fossiles de McAbee (Cache Creek, Colombie-Britannique, Cache Creek) et Kamloops, C.C.) ont été signalées pour la première fois par G.M.  Dawson. 
Les études paléontologiques et géologiques des lits de fossiles de McAbee sont plus récentes, cependant. Elles remontent au moins à la recherche dans les années 1960 et au début des années 1970 par le Dr Len Hills de l'Université de Calgary et ses étudiants sur les spores, le pollen fossile (palynologie) et les fossiles de feuilles,, et la recherche sur les poissons fossiles par le Dr Mark Wilson de l'Université de l'Alberta.
Thomas Ewing a fourni une analyse détaillée de la géologie du groupe de Kamloops, y compris les lits de McAbee. 
Des recherches significatives sur les plantes fossiles et les insectes n'ont été réalisées que depuis la fin des années 1980,,,,. 
Le climat du lac McAbee de l'éocène a évolué en  tempéré et humide, avec une température annuelle moyenne autour de 11 °C, les hivers n'ayant pas de givre (température moyenne du mois la plus froide d'environ 5 °C) et les précipitations annuelles sur 1 000 mm sans aucune saisonnalité des précipitations,,,.
L'extraordinaire conservation ainsi que la grande diversité des insectes, des plantes et d'autres organismes permettent d'assimiler les lits de fossiles de McAbee à un  Konservat-Lagerstätten.
La cendre volcanique des lits de schistes lacustres a été à l'origine datée radiométriquement en utilisant la méthode de datation de K-Ar à ~ 51 millions d'années,.
Cependant, une date radiométrique récemment fournie, utilisant la méthode 40Ar-39Ar, place les McAbee Fossil Beds à 52,9 ± 0,83 millions d'années, en les situant à l'époque éocène précoce,.

### Flore

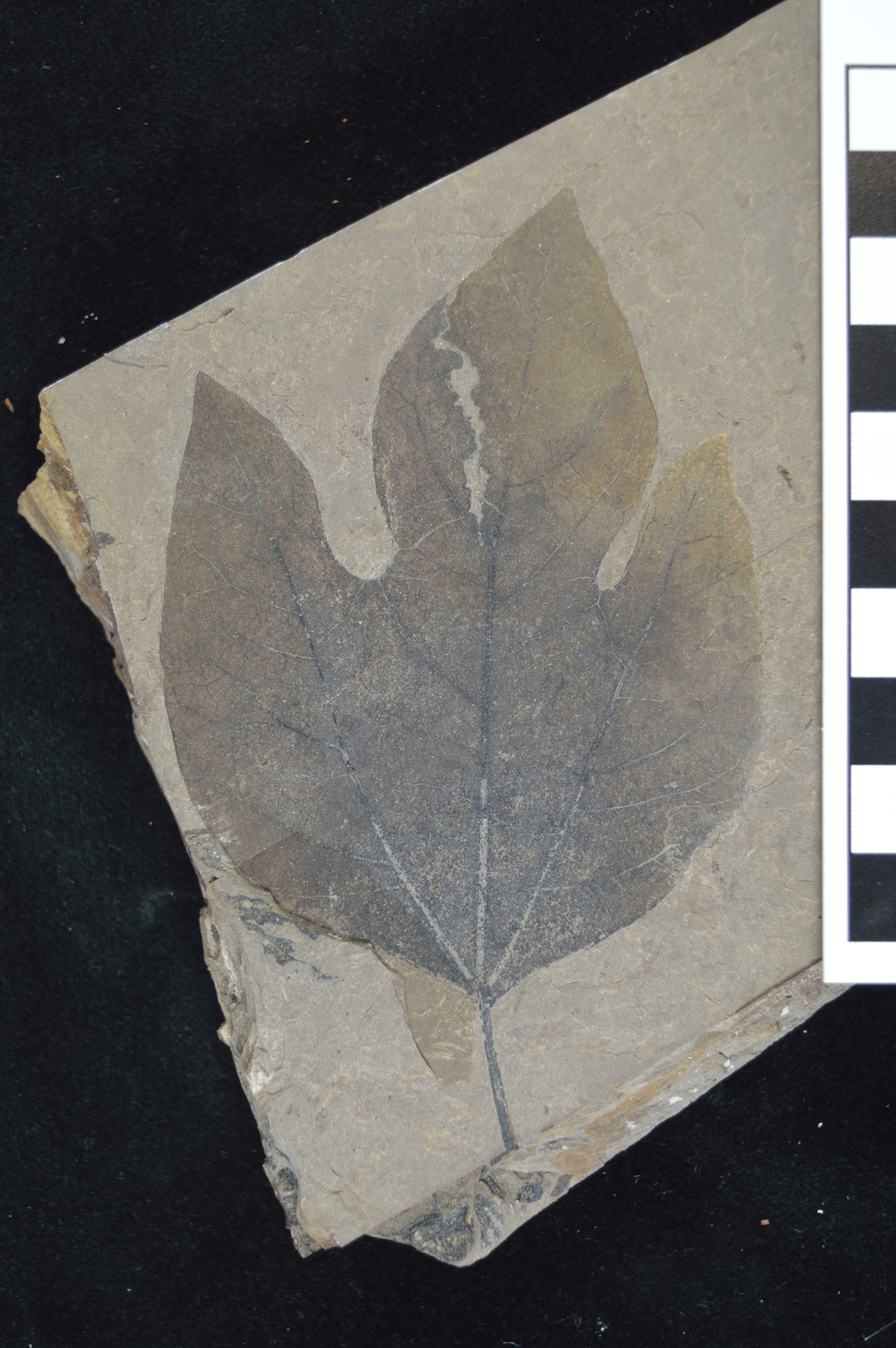
Feuille fossilisée de Sassafras hesperia venant de McAbee Fossil Beds, Royal Tyrrell Museum of Palaeontology. Collectée par L. Hills en 1983.

Les fossiles des feuilles, des pousses, des graines, des fleurs et des cônes des plantes sont abondants et bien conservés ; ils comprennent jusqu'à 76 genres de plantes. 
Les plantes fossiles décrites à partir des lits de fossiles comprennent des fleurs rares telles que la Dipteronia, un genre d'arbres liés aux érables ( Acer . Spp.) qui se développe aujourd'hui en Asie orientale, des membres éteints de la famille des bouleaux (Betulaceae) tels que  Palaeocarpinus , des graines d'érables (Acer rousei), des fruits et des feuilles d'un hêtre ( Fagus langevinii ) et un orme (Ulmus okanaganensis ).
Voici une liste incomplète des plantes (genre) trouvées dans les lits fossiles de McAbee, basée sur la liste trouvée dans Dillhoff, Leopold et Manchester (2005) avec des taxons éteints notés avec un †.
| famille           | genre                                                    | nom commun (parfois en anglais)                                             |
| ----------------- | -------------------------------------------------------- | --------------------------------------------------------------------------- |
| Cupressaceae      | Chamaecyparis, Cunninghamia, Metasequoia, Séquoia, Thuya | cyprès, Chinese fir, dawn redwood, California redwood, cèdre rouge ou blanc |
| Ginkgoaceae       | Ginkgo                                                   | ginkgo, arbre aux mille écus                                                |
| Pinaceae          | Abies, Picea, Pinus, Pseudolarix, Tsuga                  | fir, spruce, pine, golden larch, hemlock                                    |
| Taxaceae          | cf. Amentotaxus, cf. Torreya                             | if                                                                          |
| Betulaceae        | Alnus, Betula, †Palaeocarpinus                           | alder, birch, extinct hornbeam                                              |
| Cercidiphyllaceae | †Joffrea / Cercidiphyllum                                | espèce éteinte/ katsura (Japon)                                             |
| Cornaceae         | Cornus                                                   | cornouiller                                                                 |
| Fagaceae          | Fagus                                                    | hêtre                                                                       |
| Grossulariaceae   | Ribes                                                    | groseillier courant ou groseillier à maquereaux                             |
| Hamamelidaceae    | †Langeria magnifica                                      | espèce éteinte, cousine du noisetier                                        |
| Lauraceae         | Sassafras                                                | sassafras                                                                   |
| Malvaceae         | †Florissantia                                            | espèce éteinte                                                              |
| Myricaceae        | Comptonia                                                | buisson à fleurs aux feuilles de fougères                                   |
| Platanaceae       | †Macginicarpa, †Macginitiea                              | sycomore éteint, platane                                                    |
| Rosaceae          | Amelanchier, Crataegus, Prunus                           | airelle, aubépine, cerisier                                                 |
| Salicaceae        | Populus                                                  | peuplier                                                                    |
| Sapindaceae       | Acer, Aesculus, †Cruciptera, Dipteronia, Koelreuteria    | maple, buckeye or horse chestnut, golden rain tree                          |
| Trochodendraceae  | Trochodendron, †Zizyphoides                              | wheel tree, espèce éteinte                                                  |
| Ulmaceae          | Ulmus okanaganensis                                      | orme                                                                        |
| Vitaceae          | Vitis                                                    | vigne                                                                       |

### Insectes et autres arthropodes
Les fossiles d'insectes sont particulièrement diversifiés et nombreux, bien préservés et comprennent une espèce éteinte de fourmi bouledogue (bulldog ant),  Macabeemyrma ovata , une espèce de dentelle verte (Neuroptera, Chrysopidae) ( Archaeochrysa profracta ) ) et des insectes bâton (Phasmatodea)]),,. 
Une espèce d'écrevisse d'eau douce fossile ( Aenigmastacus crandalli ) a été décrite à partir de McAbee.
La très grande diversité des insectes fossiles de McAbee est comparable à celle des zones de forêt tropicale moderne.
Plus récemment, on a décrit des dendroctones fossiles (Bruchidae), confirmant la présence de palmiers (Arecaceae) dans ce gisement qui correspond à l'environnement local au début de l'éocène.

On trouvera ci-dessous une liste incomplète des insectes, des superfamilles, des familles de familles et des genres trouvés dans les lits de fossiles de McAbee, sur la base des informations d'Archibald, Mathewes et Greenwood (2013), Archibald, Rasnitsyn et Akhmetiev (2005) et d'autres sources citées dans la liste ci-dessous, avec des taxons éteints désignés par un †.
| Arthropodes, ordre | Super famille/famille | Genres/Espèces               | Auteurs                          | Noms communs (souvent en anglais) |  |
| ------------------ | --------------------- | ---------------------------- | -------------------------------- | --------------------------------- |  |
| Ephemeroptera      |                       |                              |                                  | Éphémères                         |  |
| Odonata            | Aeshnidae             |                              |                                  | Darners (dragonflies)             |  |
| Odonata            | Megapodagrionidae     |                              |                                  | Flatwing damselflies              |  |
| Blattodea          | Blaberidae            |                              |                                  | blaberid cockroaches              |  |
| Isoptera           | Hodotermitidae        |                              |                                  | harvester termites                |  |
| Dermaptera         |                       |                              |                                  | earwigs                           |  |
| Orthoptera         | Prophalangopsidae     |                              |                                  | Grigs                             |  |
| Orthoptera         | Tettigoniidae         |                              |                                  | katydids                          |  |
| Hemiptera          | Aphididae             |                              |                                  | aphids                            |  |
| Hemiptera          | Cicadellidae          |                              |                                  | leaf hoppers                      |  |
| Hemiptera          | Cercopoidea           |                              |                                  | spittlebugs                       |  |
| Neuroptera         | Chrysopidae           | †Protochrysa                 |                                  | Green lacewings                   |  |
| Neuroptera         | Chrysopidae           | †Okanaganochrysa             |                                  | Green lacewings                   |  |
| Neuroptera         | Chrysopidae           | †Adamsochrysa                |                                  | Green lacewings                   |  |
| Neuroptera         | Chrysopidae           | †Archaeochrysa               |                                  | Green lacewings                   |  |
| Neuroptera         | Hemerobiidae          |                              |                                  | brown lacewings                   |  |
| Neuroptera         | Osmylidae             |                              |                                  | osmylid lacewings                 |  |
| Coleoptera         | Cupedidae             |                              |                                  | reticulated beetles               |  |
| Coleoptera         | cf. Cantharidae       |                              |                                  | soldier beetles                   |  |
| Coleoptera         | Cerambycidae          |                              |                                  | long horned beetles               |  |
| Coleoptera         | Chrysomelidae         |                              |                                  | leaf beetles                      |  |
| Coleoptera         | Curculionidae         |                              |                                  | weevils, snout beetles            |  |
| Coleoptera         | cf. Elateridae        |                              |                                  | click beetles                     |  |
| Coleoptera         | Mordellidae           |                              |                                  | tumbling flower beetles           |  |
| Mecoptera          | Bittacidae            |                              |                                  | hangingflies                      |  |
| Mecoptera          | †Cimbrophlebiidae     | †Cimbrophlebia               |                                  | extinct group                     |  |
| Mecoptera          | Panorpidae            | Panorpa                      |                                  | panorpid scorpionflies            |  |
| Mecoptera          | †Dinopanorpidae       | †Dinokanaga                  |                                  | extinct family                    |  |
| Mecoptera          | †Holcorpidae          | †Holcorpa                    |                                  | extinct family                    |  |
| Mecoptera          | †Eorpidae             | †Eorpa                       |                                  | extinct fmaily                    |  |
| Mecoptera          | Eomeropidae           | †Eomerope                    |                                  | eomeropid mecopterans             |  |
| Diptera            | Bibionidae            | Plecia                       |                                  | March flies                       |  |
| Diptera            | Cylindrotomidae       |                              |                                  | long-bodied crane flies           |  |
| Diptera            | Limoniidae            |                              |                                  | limoniid crane flies              |  |
| Diptera            | Mycetophilidae        |                              |                                  | fungus gnats                      |  |
| Diptera            | Tipulidae             |                              |                                  | crane flies                       |  |
| Diptera            | Trichoceridae         |                              |                                  | winter crane flies                |  |
| Diptera            | Syrphidae             |                              |                                  | flower flies, hover flies         |  |
| Trichoptera        |                       |                              |                                  | caddisflies                       |  |
| Hymenoptera        | Braconidae            |                              |                                  | braconid wasps                    |  |
| Hymenoptera        | Cephidae              | †Cuspilongus cachecreekensis | Archibald & Rasnitsyn, 2015      | Sawfly                            |  |
| Hymenoptera        | Cimbicidae            |                              |                                  | cimbicid wasps                    |  |
| Hymenoptera        | Diapriidae            |                              |                                  | diapriid wasps                    |  |
| Hymenoptera        | Figitidae             |                              |                                  | figitid wasps                     |  |
| Hymenoptera        | Formicidae            | †Avitomyrmex elongatus       | Archibald, Cover, & Moreau, 2006 | bulldog ants                      |  |
| Hymenoptera        | Formicidae            | †Avitomyrmex mastax          | Archibald, Cover, & Moreau, 2006 | bulldog ants                      |  |
| Hymenoptera        | Formicidae            | †Avitomyrmex systenus        | Archibald, Cover, & Moreau, 2006 | bulldog ants                      |  |
| Hymenoptera        | Formicidae            | †Macabeemyrma ovata          | Archibald, Cover, & Moreau, 2006 | bulldog ants                      |  |
| Hymenoptera        | Formicidae            | †Ypresiomyrma bartletti      | Archibald, Cover, & Moreau, 2006 | bulldog ants                      |  |
| Hymenoptera        | Formicidae            | †Ypresiomyrma orbiculata     | Archibald, Cover, & Moreau, 2006 | bulldog ants                      |  |
| Hymenoptera        | Formicidae            | †Myrmeciites(?) goliath      | Archibald, Cover, & Moreau, 2006 | bulldog ant form taxon            |  |
| Hymenoptera        | Formicidae            | †Myrmeciites herculeanus     | Archibald, Cover, & Moreau, 2006 | bulldog ant form taxon            |  |
| Hymenoptera        | Ichneumonidae         |                              |                                  | ichneumon wasps                   |  |
| Hymenoptera        | Proctotrupidae        |                              |                                  | proctotrupid wasps                |  |
| Hymenoptera        | Siricidae             | †Ypresiosirex orthosemos     | Archibald & Rasnitsyn, 2015      | horntail wasps                    |  |
| Hymenoptera        | Sphecidae             |                              |                                  | Sphecid wasps                     |  |
| Hymenoptera        | Tenthredinidae        |                              |                                  | tenthredinid wasps                |  |
| Hymenoptera        | Vespidae              |                              |                                  | hornets                           |  |
| Phasmatodea        | †Susumanioidea        |                              |                                  | phasmes                           |  |